# Villechantria
Villechantria är en kommun i departementet Jura i regionen Bourgogne-Franche-Comté i östra Frankrike. Kommunen ligger i kantonen Saint-Julien som tillhör arrondissementet Lons-le-Saunier. År 2018 hade Villechantria 119 invånare.

## Befolkningsutveckling
Antalet invånare i kommunen Villechantria
Referens:INSEE